# 奥斯曼尼耶清真寺
奥斯曼尼耶清真寺（希臘語：Τζαμί Οσμανιγιέ)当地也称为法兰克区清真寺（Τζαμί του Φραγκομαχαλά, Frangomachala Mosque）是希腊希俄斯岛上仅存的三个清真寺之一， 位于希俄斯城的土耳其社区旧城堡区。

## 历史
该建建于1891-1892年，由阿卜杜勒-哈米德二世下令建造。当时希俄斯城曾是地中海群岛省的省会。清真寺门上的大理石铭文提到了这个事实。它是由土耳其艺术家 Feyzî准备。
1983年1月21日，该清真寺被希腊文化部列为文化地标。1997年，希腊政府修复该清真寺，用于举办展览和各种文化活动。

## 建筑
该清真寺为矩形平面，面积8x10 米。其叫拜楼为八角形，位于清真寺的东北角。还有一个附属建筑与叫拜楼相连。